# Paula Preradović
Paula Preradović (Paula von Preradović, ur. 12 października 1887 w Wiedniu, zm. 25 maja 1951 tamże) – austriacka poetka i pisarka, autorka tekstu hymnu Austrii.
Pochodziła z rodziny o chorwackich korzeniach, jej dziadkiem był poeta Petar Preradović. Urodziła się w Wiedniu, ale dzieciństwo spędziła w Puli, gdzie stacjonował jej ojciec (oficer marynarki). W czasie I wojny światowej przebywała w Wiedniu, gdzie zaczęła tworzyć poezję. Pierwszy tom, zatytułowany Südlicher Sommer, został opublikowany w 1929 roku. Podczas II wojny światowej, była zatrzymywana przez Gestapo. W latach 1929–1948 wydała kilka zbiorów wierszy i opowiadań, a także powieść Pave und Pero.
W 1947 roku jej tekst Land der Berge, Land am Strome (Kraju gór, kraju nad rzeką) został wybrany hymnem Austrii.
Jej mężem był dziennikarz Ernst Molden (1886-1953), mieli dwóch synów  Ottona (1918-2002, publicystę, twórcę Europejskiego Forum Alpbach) i Fritza (1924-2014, dziennikarza).

## Twórczość
- Südlicher Sommer (1929)
- Dalmatinsiche Sonette (1933)
- Lob Gottes im Gebirge (1936)
- Pave und Pero (1940, powieść)
- Ritter, Tod und Teufel (1946)
- Die versuchung des Columba (1951)
- Der gesammelten Gedichte (Wiersze zebrane)
  - Tom 1: Verlorene Heimat. 1951.
  - Tom 2: Schicksalsland. 1952.
  - Tom 3: Gott und das Herz. 1952.